# Coppa di Lettonia (pallavolo maschile)
La Coppa di Lettonia è una competizione pallavolistica per squadre di club lettoni maschili, organizzata con cadenza annuale dalla LVF.

## Edizioni
| Edizione      | Edizione          | Podio           | Podio         | Podio           |               |
| Anno          | Sede della finale | Campione        | Risultato     | Finalista       |               |
| ------------- | ----------------- | --------------- | ------------- | --------------- | ------------- |
| 2001 Dettagli | Riga              | RTU Robežsardze | 3 - 0         | Ozolnieku       |               |
| 2002          | -                 | Non disputata   | Non disputata | Non disputata   | Non disputata |
| 2003 Dettagli | Kuldīga           | RTU Robežsardze | 3 - 2         | Rīga            |               |
| 2004 Dettagli | Riga              | RTU Robežsardze | 3 - 1         | Ozolnieku       |               |
| 2005 Dettagli | Riga              | Rīga            | 3 - 1         | Ozolnieku       |               |
| 2006 Dettagli | Riga              | Rīga            | 3 - 1         | RTU Robežsardze |               |
| 2007 Dettagli | Riga              | Ozolnieku       | 3 - 1         | RTU Robežsardze |               |
| 2008 Dettagli | Riga              | RTU Robežsardze | 3 - 1         | Ozolnieku       |               |
| 2009 Dettagli | Riga              | RTU Robežsardze | 3 - 0         | Ozolnieku       |               |
| 2010 Dettagli | Jelgava           | Ozolnieku       | 3 - 1         | RTU Robežsardze |               |
| 2011 Dettagli | Ozolnieki         | Ozolnieku       | 3 - 2         | Biolars Jelgava |               |
| 2012 Dettagli | Daugavpils        | Biolars Jelgava | 3 - 2         | RTU Robežsardze |               |
| 2013 Dettagli | Riga              | Biolars Jelgava | 3 - 1         | RTU Robežsardze |               |
| 2014 Dettagli | Riga              | RTU Robežsardze | 3 - 0         | Ozolnieku       |               |
| 2015 Dettagli | Riga              | Biolars Jelgava | 3 - 0         | Ozolnieku       |               |
| 2016 Dettagli | Riga              | Jēkabpils Lūši  | 3 - 2         | RTU Robežsardze |               |
| 2017 Dettagli | Riga              | Jēkabpils Lūši  | 3 - 0         | RTU Robežsardze |               |
| 2018 Dettagli | Riga              | Jēkabpils Lūši  | 3 - 2         | Limbaži         |               |
| 2019 Dettagli | Riga              | RTU Robežsardze | 3 - 0         | Jēkabpils Lūši  |               |
| 2020          | -                 | Non disputata   | Non disputata | Non disputata   | Non disputata |
| 2021 Dettagli | Jelgava           | Jēkabpils Lūši  | 3 - 2         | RTU Robežsardze |               |
| 2022 Dettagli | Riga              | RTU Robežsardze | 3 - 2         | Jēkabpils Lūši  |               |
| 2023 Dettagli | Riga              | Jēkabpils Lūši  | 3 - 0         | Ezerzeme        |               |
| 2024 Dettagli | Riga              | RTU Robežsardze | 3 - 1         | Jēkabpils Lūši  |               |

## Palmarès
| Squadra         | Titolo | Edizione                                             |
| --------------- | ------ | ---------------------------------------------------- |
| RTU Robežsardze | 9      | 2001, 2003, 2004, 2008, 2009, 2014, 2019, 2022, 2024 |
| Jēkabpils Lūši  | 5      | 2016, 2017, 2018, 2021, 2023                         |
| Ozolnieku       | 3      | 2007, 2010, 2011                                     |
| Biolars Jelgava | 3      | 2012, 2013, 2015                                     |
| Rīga            | 2      | 2005, 2006                                           |